# Kanton Valence-sur-Baïse
Kanton Valence-sur-Baïse (fr. Canton de Valence-sur-Baïse) je francouzský kanton v departementu Gers v regionu Midi-Pyrénées. Skládá se ze 16 obcí.

## Obce kantonu
- Ayguetinte
- Beaucaire
- Bezolles
- Bonas
- Castéra-Verduzan
- Justian
- Lagardère
- Larroque-Saint-Sernin
- Maignaut-Tauzia
- Roquepine
- Roques
- Rozès
- Saint-Orens-Pouy-Petit
- Saint-Paul-de-Baïse
- Saint-Puy
- Valence-sur-Baïse